# Biscutella cichoriifolia
Biscutella cichoriifolia es una especie de planta herbácea perteneciente a la familia de las brasicáceas.

## Descripción
Es una planta anual que alcanza un tamaño de 40-50 cm de altura, unicaule. Tiene el tallo ramificado, peloso. Las hojas basales de 5-7 cm, en rosetas, oblongo-lanceoladas, dentadas, pecioladas; las caulinares, similares a las basales, pero de tamaño descendente hacia la parte superior y, a veces, más fuertemente dentadas. Las inflorescencias en racimos laxos. Pedicelos de hasta 13 mm, patentes, pelosos.  Frutos con valvas oblongo-ovales, cubiertos de pelos. Semilla cuya presencia se adivina en la superficie de la valva. Tiene un número de cromosomas de 2n = 16*.

## Distribución y hábitat
Se encuentra en campos y pedregales; a una altitud de 1250-1400 metros en Francia, NE de España.

## Taxonomía
Biscutella cichoriifolia fue descrita por Jean Louis August Loiseleur-Deslongchamps y publicado en Not. Fl. France: 167 (1810)
Etimología
Biscutella: nombre genérico que deriva del Latín bi= «doble» y scutella = «pequeña copa».
cichoriifolia: epíteto latíno que significa "con hojas comoCichorium"
Sinonimia
- Biscutella burseri Jord.
- Biscutella dilatata Vis.
- Biscutella hispida DC.
- Iondraba cichoriifolia Webb & Berthel.
- Iondraba hispida (DC.) Degen
- Jondraba cichoriifolia (Loisel.) Webb & Berthel.	[3]